# Yunnanites zhengi
Yunnanites zhengi är en insektsart som beskrevs av Mao, B. och Z. Yang 2003. Yunnanites zhengi ingår i släktet Yunnanites och familjen Pyrgomorphidae. Inga underarter finns listade i Catalogue of Life.